# Hans Heinrich Baumgarten
Hans Heinrich Baumgarten (født 29. maj 1806 i Halstenbek i Holsten, død 3. marts 1875 i Kongens Lyngby) var en dansk mekaniker og fabriksgrundlægger, som skabte grundlaget for den virkomhed der sidenhen blev til Burmeister & Wain værftet i København, og som nu lever videre i virksomheden MAN Diesel.
Hans Heinrich Baumgarten var det syvende barn af Anna Marie Köncke og Franz Joachim Baumgarten. Familien boede i en lille bondegård inde i landsbyen Halstenbek som ligger nær byen Pinneberg. Området hører i dag til den tyske delstat Slesvig-Holsten men var dengang underlagt den danske konge. Moderen døde i 1820 og faderen seks år senere.
Han blev Ridder af Dannebrog 1863 efter indstilling af 21 ansete københavnske næringsdrivende.
Han er begravet på Assistens Kirkegård.